# Тува 24
Тува 24 — круглосуточный информационный телеканал в Республике Тыва, учреждённый администрацией региона. Специализируется на освещений краевой тематики, а также тематике СФО и России. Единственный телеканал в регионе с собственным программным вещанием на эфирном и спутниковом телеканалах. Является сетевым партнёром телеканала ОТР (Ежедневно с 07:00 до 08:00 и с 18:00 до 19:00).
Редакция телеканала находится в Кызыле. Входит в структуру издательского дома «Тывамедиагрупп».

## История
Телеканал был основан 25 мая 2013 года. После запуска телеканала, канал несколько дней вещал свой эфир в Интернете. В эфире шли музыкальные клипы, новости и фильмы.
Решением Федеральной конкурсной комиссии по телерадиовещанию от 1 марта 2017 года телеканал выбран обязательным общедоступным региональным телеканалом («21-я кнопка») Республики Тыва.
13 ноября 2019 года канал «Тува 24» перешёл на цифру.
С 29 ноября 2019 года программы телеканала «Тува 24» выходят в эфире ОТР.

## Вещание
Согласно лицензии на осуществление телевизионного вещания (ТВ № 30052 от 10.12.2019) общий объём собственных программ в неделю составляет — 168 часов:
- 64 % — информационный контент (новости и программы собственного производства);
- 35 % — тематический и покупной контент;
- 1 % — аналитический контент собственного производства.

Распространение сигнала телеканала происходит пятерыми основными способами:
- Региональные врезки на 9 кнопке с ОТР (Ежедневно с 07:00 до 08:00 и с 18:00 до 19:00)
- кабельные сети;
- спутниковое вещание (в пакетах Триколора);
- цифровое вещание;
- интернет-вещание (www.tyva24.ru).

## Программы собственного производства
Вещание телеканала — состоит из приобретённого контента и собственного. Программы собственного производства делятся на информационные и тематические. В информационном блоке выходят четыре оригинальных выпусков новостей в сутки в будние дни, а также итоговая новостная программа по понедельникам.
Особенностью телеканала являются выпуски новостей, информирующие население о региональной повестке и наиболее актуальных событиях, происходящих в Республике Тыва. В разное время ведущими были: Даян Дансюрюн, Ролан Ооржак, Инна Клоян, Айдана Ховалыг, Маадыр Сандан.
На начало 2020 года редакция телеканала «Тува 24» создает более 20 собственных телепрограмм.
| Название            | Ведущие                                                    | Описание |
| ------------------- | ---------------------------------------------------------- | --- |
| Новости             | Александр Филатенко, Маадыр Сандан, Айдана Ховалыг         | Самые свежие новости в Кызыле и Республике Тыва. |
| Итоги недели        | Айдана Ховалыг, Инна Клоян, Маадыр Сандан, Алдын-Кыс Буйян | Наиболее заметные и важные события, произошедшие за текущую неделю в городе и республике. |
| Закон и порядок     | Сайгын Бюрбю                                               | Обзор криминальных новостей и происшествий за неделю. |
| Золотой запас нации | Айдана Ховалыг                                             | Программа, рассказывающая об истории и жизни Республики. |
| От первого лица     | Татьяна Рамазанова                                         | Интервью с известными политическими деятелями. |
| Буддийский путь     | Байлак Тензин                                              | Еженедельная религиозная программа, призванная ответить на актуальные вопросы, связанные с буддизмом. |
| Интервью дня        | Татьяна Рамазанова                                         | Интервью с известными персонами политики, культуры, искусства на общественно-значимые темы. |
| Экономика и бизнес  | Ай-Суу Монгуш                                              | Еженедельный обзор основных экономических событий республики. Анализ произошедшего и прогнозы на будущее. |
| Спорт и культура    | Ролан Ооржак                                               | Еженедельный проект, гостями которого являются руководители спортивных федераций, школ, именитые спортсмены и тренеры Тувы. Темы обсуждения самые разные: от текущего положения и дальнейших перспектив того или иного вида спорта в Туве, до главных мировых спортивных прошедшей недели. |
| Аграрная Тува       | Айырана Монгуш                                             | Программа о достижениях агропромышленного комплекса Республики Тыва. |
| Будем здоровы       | Даян Дансюрюн                                              | Еженедельная программа о самых важных событиях и новостях в сфере медицины, о методах диагностики и лечения заболеваний, включая советы врачей по профилактике и здоровому образу жизни.                                                                                                   |
| Время сверять часы  | Маадыр Сандан                                              | Обзор наиболее важных событий и интересных новостей районов Тувы. |
| От всей души        | Аяна Седен                                                 | Музыкальная программа. |
| Социальная панорама | Ай-Суу Монгуш                                              | Еженедельное ток-шоу, компетентный разговор на актуальную ведущего и гостя программы. |

## Сетевые партнёры
- С 29 ноября 2019 года сетевым партнёром «Тува 24» является «ОТР»[9].